# Gregoryite
La gregoryite è un minerale.